# 沈重
沈 重（しん ちょう、500年 - 583年）は、中国の南北朝時代の儒学者・官僚。字は徳厚、あるいは子厚。本貫は呉興郡武康県。

## 経歴
幼くして父を失い、成長すると儒学に専心して、広く諸書を読み、とくに『詩経』・三礼および『春秋左氏伝』に明るかった。大通3年（529年）、南朝梁に仕えて王国常侍を初任とした。中大通4年（532年）、国子助教に任じられた。大同2年（536年）、五経博士となった。承聖元年（552年）、梁の元帝が即位すると、主書の何武を沈重のもとに派遣して、江陵に迎えた。承聖3年（554年）、江陵が西魏の于謹らに攻め落とされ、元帝が敗死すると、沈重は後梁の蕭詧に従い、中書侍郎に任じられ、中書舎人を兼ねた。次いで員外散騎侍郎・廷尉卿に累進し、江陵県令を兼ねた。さらに通直散騎常侍・都官尚書に任じられ、羽林監を兼ねた。蕭詧の命により合歓殿で『周礼』を講義した。
北周の武帝に求められて、保定末年に長安に入り、五経について討論し、鐘律を校定した。天和年間、武帝の命により紫極殿で儒教・道教・仏教の三教の教義について講論した。朝士・儒生・桑門・道士ら2000人あまりの集まるなか、沈重の弁論と解釈は明晰であったことから、儒者たちの推すところとなった。天和6年（571年）、驃騎大将軍・開府儀同三司・露門博士に任じられた。さらに露門館に在籍のまま、皇太子講論をつとめた。
建徳末年、長安に入朝して久しかったことから、江陵に帰りたいと願い出て、武帝の許しを得た。小司門上士の楊汪に送られて、江陵に帰った。後梁の蕭巋のもとで散騎常侍・太常卿に任じられた。大象2年（580年）、再び長安に来朝した。開皇3年（583年）、死去した。享年は84。使持節・上開府儀同三司・許州刺史の位を追贈された。著書に『周官礼義疏』40巻・『儀礼義』35巻・『礼記義疏』40巻・『毛詩義疏』28巻・『喪服経義』5巻・『周礼音』1巻・『儀礼音』1巻・『礼記音』2巻・『毛詩音』2巻があり、当時に通行した。

## 伝記資料
- 『周書』巻45 列伝第37
- 『北史』巻82 列伝第70